# Wohnhaus Friedrich-Carl-Straße 15
Das Wohnhaus Friedrich-Carl-Straße 15 in der niedersächsischen Kreisstadt Cuxhaven im Landkreis Cuxhaven stammt vom Anfang des 20. Jahrhunderts.
Aktuell (2024) wird es für Wohnungen genutzt.
Das Gebäude steht unter Denkmalschutz (siehe auch Liste der Baudenkmale in Cuxhaven).

## Geschichte und Beschreibung
Die Stichstraße Friedrich-Carl-Straße wurde am Ende des 19. Jahrhunderts auf Veranlassung des Uhrmachers Heinrich Friedrich Ritzmann und des Kaufmanns und Spediteurs Carl Hüne gebaut, deren Vornamen sich im Straßennamen wiederfinden. Alt-Cuxhaven und Ritzebüttel wuchsen auch dadurch zusammen.
Das zweigeschossige traufständige verputzte Gebäude auf Sockel mit ziegelgedecktem Mansarddach und dreigeschossigem Giebelrisalit mit Walmdach und dem seitlichen Eingang und Treppenhaus in einem hinteren dreigeschossigen Flügel sowie Zierfachwerk im Dachgeschoss wurde 1910 nach Plänen von Rudolph Glocke erbaut. Die Fassaden wurden durch die differenzierten Baukörper und Fenster sowie deren Fensterrahmungen und weiteren sichtbaren Steinelementen an den Ecken gestaltet und gegliedert.
Das Landesdenkmalamt befand u. a.: „… geschichtlichen Bedeutung als Werk des um 1900 in Cuxhaven vielseitig beschäftigten Architekten Glocke … .“
Architekt Glocke entwarf in Cuxhaven u. a. auch das Wohn- und Geschäftshaus Alter Deichweg 17, Wohn- und Geschäftshaus Bahnhofstraße 14, die Wohnhäuser Am Seedeich 5, Catharinenstraße 22, Deichstraße 4, Friedrich-Carl-Straße 15, Villa Savannah und das Hotel Cuxhavener Straße 103.